# 東南亞武裝抗日
東南亞武裝抗日介紹日本於1941年12月8日偷襲珍珠港，以發動其大東亞戰爭起，迄于1945年8月15日日本戰敗無條件投降，東南亞各地武裝抗擊日軍的經過。

## 背景
- 荷屬東印度

- 大英國協在亞太區的情形

- 法屬印度支那

- 菲律賓自治領

- 天羽聲明；大東亞共榮圈；蘇日中立條約；南進政策

- 歐洲開戰；法國戰役；汪精衛政權；日軍進駐印度支那；德義日三國同盟

- 美日談判（日语：日米交渉）：《美日通商航海條約》終止後的「無條約時代」；戰略性經濟制裁；石油禁運；日本在中國戰場的困境；日本決策圈的戰略方針辯論（北進或南進）；蘇日中立條約；松岡洋右；東條英機組閣

## 經過
- 偷襲珍珠港；菲律賓戰役；馬尼拉大屠殺；菲律賓

- 香港保衛戰；肅清大屠殺；馬來亞日佔時期；新加坡日佔時期

- 荷屬東印度日佔時期

- 越南帝國；胡志明和越南獨立同盟會

- 泰國；為日本盟友，但仍有自由泰人運動抗日。

- 日本佔領緬甸；中緬印戰區：滇緬公路和中國遠征軍

- 盟軍反攻：俾斯麥海海戰；跳島戰略：菲律賓海海戰；

- 日本戰敗投降；拉包爾戰俘營

## 影響
- 日本「大東亞戰爭」與東南亞民族獨立運動：領導者意識形態影響對日態度（對抗或合作）以及戰後路線。

- 共產主義與對抗：越盟和八月革命

- 保守主義與合作：蘇卡諾與印度尼西亞建國五項原則

- 殖民帝國捲土重來；反帝國主義；非殖民化

- 冷戰與美國影響：圍堵政策、島鏈、東南亞條約組織、東南亞聯盟；不結盟運動與中、印影響：日內瓦會議 (1954年)、萬隆會議、東南亞聯盟

### 其他
- 殖民主義
- 新殖民主義
- 台灣日治時期
- 韓國獨立運動
- 香港殖民地時期
- 非殖民化
- 民族獨立運動
- 民族主義
- 依賴理論